# Таковское собрание

«Второе сербское восстание». Картина Паи Йовановича

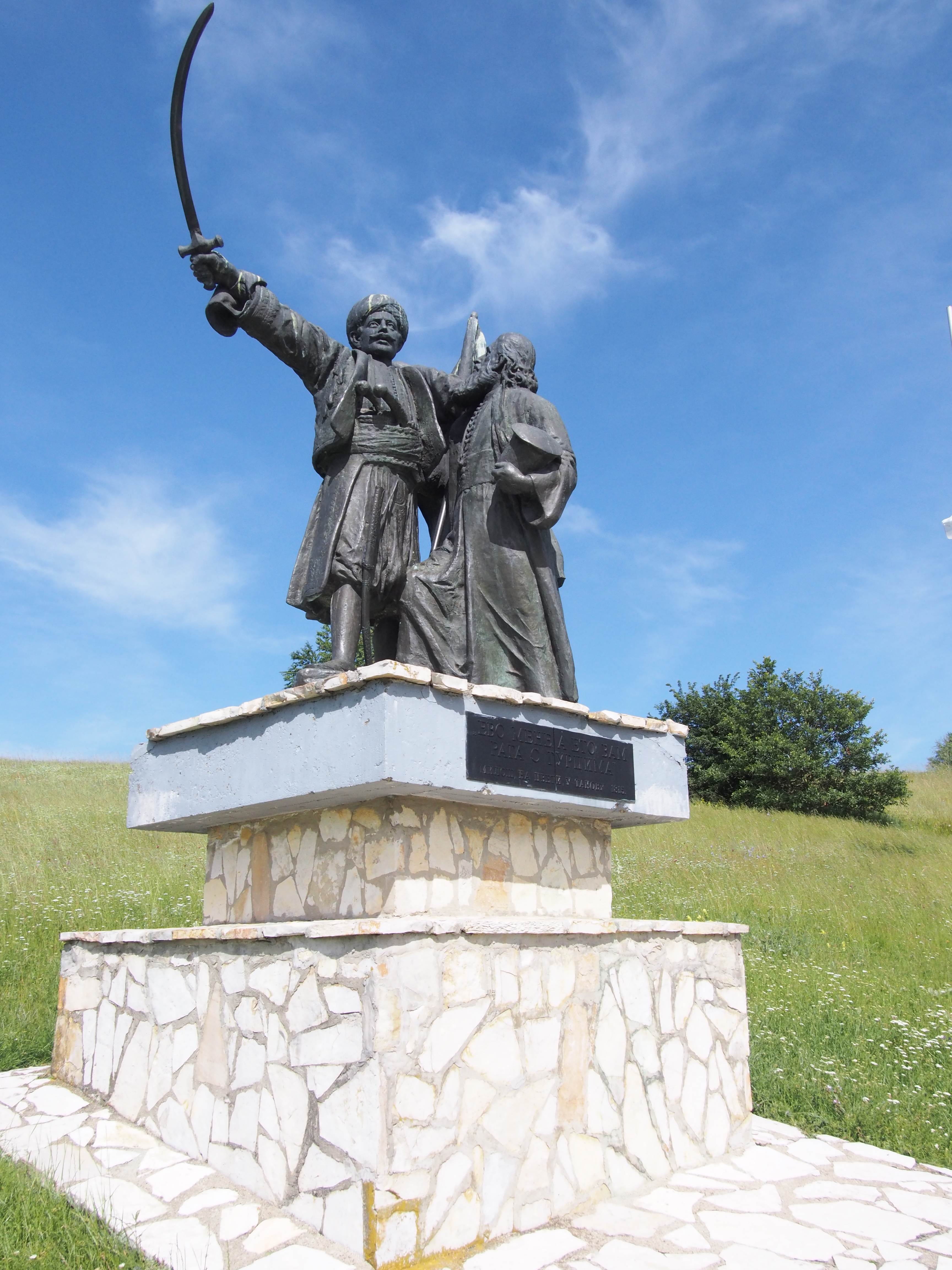
Памятник князю Милошу Обреновичу и архимандриту Мелентию (Таковскому собранию) работа скульптора П. Убавкича

Таковское собрание прошло в деревне Таково (близ Горни-Милановаца) 11 апреля 1815 года у Церкви святого Георгия, на Вербное воскресенье. Сербские лидеры под руководством Милоша Обреновича приняли решение начать восстание против Османской империи в день традиционного народного сабора, на который собирались люди из многих сербских районов. Подготовка к нему держалась в строгой тайне, агитация была ограничена территориями Рудникской, Крагуевацкой и Чачакской нахий. Идея нового восстания встретила широкую поддержку среди народных масс.
Однако рассерженные турецкими притеснениями сербы не стали ждать 11 апреля. Нападения на турецкие отряды и чиновников начались уже 8 апреля 1815 года. Таковское собрание стало началом Второго сербского восстания.